# Иван Дочев
Иван Димитров Дочев е български юрист и крайнодесен политик в периода на Втората световна война и след Деветосептемврийския преврат от 1944 г.

## Биография
Иван Дочев е роден на 7 (20) януари 1906 г. в Шумен в семейството на Димитър Дочев, полковник, и Стилияна Саулева, по произход от Силистра.
От  1925 до 1931 е секретар в Шуменска градска община.
През 1930 г. става един от основателите на Съюза на българските национални легиони (СБНЛ). От 1932 до 1944 г. е лидер на организацията. Като водач на движението Иван Дочев казва на неговите членове (легионери) – „Ние не се броим – ние се борим“.
В свое интервю с журналиста Георги Коритаров за радио „Свободна Европа“ Дочев изяснява, че в устава на СБНЛ е имало разпоредба, според която и „съгласно Търновската конституция всеки един български гражданин е равен пред законите и има право на държавна защита и на тази база не бива да се допусне депортиране на който и да било български гражданин по искане на коя и да е външна сила, защото това нарушава нашия суверенитет и правата, които имаме по конституция“.
През 1937 г. завършва Юридическия факултет на Софийския университет.
От май 1940 до април 1941 г. е кмет на Калофер, а от април 1941 до лятото на 1943 г. е кмет на Силистра, като развива активна стопанска, благоустройствена и културна дейност. Обявен е за почетен гражданин на града с решение на Общинския съвет (1943). През 1943 г. е назначен за началник на новосъздадения отдел за многодетни български семейства към Министерството на вътрешните работи. От януари 1944 е началник на отдела за устна и практическа пропаганда при Дирекцията на националната пропаганда, а през май същата година става главен секретар на Съюза на българските земеделци.
Преди Деветосептемврийския преврат от 1944 година емигрира в Австрия, тогава окупирана от Националсоциалистическа Германия, където е съветник в т. нар. Българско национално правителство в изгнание на Александър Цанков. Има издадени две смъртни присъди от т.нар. Народен съд (в това число и от Силистренския) (1945).
След Втората световна война живее в Западна Германия, Канада и най-дълго в САЩ. В Германия следва право в Хайделбергския университет и през 1948 защитава докторат. През същата година е сред основателите, а по-късно и един от основните ръководители, на емигрантската организация Български национален фронт. Председател е на Интернационалния комитет на поробените от комунизма народи със седалище в Ню Йорк.
От 1997 г. живее в родния си град Шумен, където умира на 99-годишна възраст на 14 май 2005 г.